# Ideiglenesen megbízott hivatalnokkormány
Az ideiglenesen megbízott hivatalnokkormány vagy hivatalnokkormány 1919. augusztus 7. és 1919. augusztus 15. között volt hivatalban. A román hadsereg 1919. augusztus 6-án vonult be Budapestre az 1919-es magyar–román háború után, megrengetve a Tanácsköztársaság helyzetét. A Peidl-kormányt a Friedrich István vezette Fehérház Bajtársi Egyesület különítménye buktatta meg, a megszálló román hadsereg jóváhagyásával. Ezzel párhuzamosan Habsburg József főherceg kormányzóvá nyilvánította magát. A hivatalnokkormány összesen nyolc napig működött, a következő kormány szintén Friedrich vezetésével alakult meg.

## A kormány tagjai
| Név                                                                      | Hivatali idő kezdete                                | Hivatali idő vége                                   | Párt/szervezet                                      | Megjegyzés                                          |
| A miniszterelnökség ideiglenesen megbízott vezetője                      | A miniszterelnökség ideiglenesen megbízott vezetője | A miniszterelnökség ideiglenesen megbízott vezetője | A miniszterelnökség ideiglenesen megbízott vezetője | A miniszterelnökség ideiglenesen megbízott vezetője |
| ------------------------------------------------------------------------ | --------------------------------------------------- | --------------------------------------------------- | --------------------------------------------------- | --------------------------------------------------- |
| Friedrich István                                                         | 1919. augusztus 7.                                  | 1919. augusztus 15.                                 |                                                     | miniszterelnökké történt kinevezéséig               |
| A belügyminisztérium ideiglenesen megbízott vezetője                     |                                                     |                                                     |                                                     |                                                     |
| Samassa Adolf                                                            | 1919. augusztus 7.                                  | 1919. augusztus 15.                                 |                                                     | államtitkárként                                     |
| A földmívelésügyi minisztérium ideiglenesen megbízott vezetője           |                                                     |                                                     |                                                     |                                                     |
| Győry Loránd                                                             | 1919. augusztus 7.                                  | 1919. augusztus 15.                                 |                                                     | helyettes államtitkárként                           |
| A hadügyminisztérium ideiglenesen megbízott vezetője                     |                                                     |                                                     |                                                     |                                                     |
| Schnetzer Ferenc                                                         | 1919. augusztus 7.                                  | 1919. augusztus 15.                                 |                                                     | miniszteri kinevezéséig                             |
| Az igazságügyi minisztérium ideiglenesen megbízott vezetője              |                                                     |                                                     |                                                     |                                                     |
| Szászy Béla                                                              | 1919. augusztus 7.                                  | 1919. augusztus 15.                                 |                                                     | államtitkárként                                     |
| A kereskedelemügyi minisztérium ideiglenesen megbízott vezetője          |                                                     |                                                     |                                                     |                                                     |
| Szüry János                                                              | 1919. augusztus 7.                                  | 1919. augusztus 15.                                 |                                                     | helyettes államtitkárként                           |
| A külügyminisztérium ideiglenesen megbízott vezetője                     |                                                     |                                                     |                                                     |                                                     |
| Tánczos Gábor                                                            | 1919. augusztus 7.                                  | 1919. augusztus 15.                                 |                                                     |                                                     |
| A pénzügyminisztérium ideiglenesen megbízott vezetője                    |                                                     |                                                     |                                                     |                                                     |
| Grünn János                                                              | 1919. augusztus 7.                                  | 1919. augusztus 15.                                 |                                                     | államtitkárként, miniszteri kinevezéséig            |
| A vallás- és közoktatásügyi minisztérium ideiglenesen megbízott vezetője |                                                     |                                                     |                                                     |                                                     |
| Imre Sándor                                                              | 1919. augusztus 7.                                  | 1919. augusztus 15.                                 |                                                     | felmentésekor államtitkárrá nevezték ki             |
| A közélelmezési minisztérium ideiglenesen megbízott vezetője             |                                                     |                                                     |                                                     |                                                     |
| Polnay Jenő                                                              | 1919. augusztus 7.                                  | 1919. augusztus 15.                                 |                                                     |                                                     |
| A népegészségügyi minisztérium ideiglenesen megbízott vezetője           |                                                     |                                                     |                                                     |                                                     |
| Csilléry András                                                          | 1919. augusztus 7.                                  | 1919. augusztus 15.                                 |                                                     | miniszteri kinevezéséig                             |